# 2K Play
2K Play est un éditeur de jeux vidéo américain, filiale de 2K Games. La société publie principalement des jeux vidéo à petit budget et familiaux développés par des studios internes à 2K Games, notamment Cat Daddy Games. Elle englobe le label Global Star Software créé en 1993 par Craig McGauley et Damian Cristiani, et vendu par la suite à Take-Two Interactive en 1999.

## Historique
Le 12 juillet 2013, l'éditeur américain Take Two annonce un nouveau jeu intitulé Turd Birds édité par la branche 2K Play et développé par le studio Cat Daddy Games.

## Jeux édités
- 100 Action Arcade Games
- Airport Tycoon
- Airport Tycoon 2
- Airport Tycoon 3
- American Civil War Gettysburg
- Army Men: Major Malfunction
- Army Men: Sarge's War
- Bubble Guppies: The Fishket Ball Game
- Carve
- Carnival : Fête foraine
- Carnival : Fête foraine - Nouvelles Attractions
- Charlie et la Chocolaterie
- Classified: The Sentinel Crisis (2005)
- Codename : Kids Next Door Operation : J.E.U.V.I.D.E.O.
- Conflict: Vietnam
- Corvette
- Deal or No Deal
- Dora the Explorer: Barnyard Buddies
- Dora the Explorer: Super Spies
- Dora l'exploratrice : Voyage sur la Planète Violette
- Dora l'exploratrice : Les Aventures des Super Etoiles
- Dora the Explorer: Swing into Action! (2001)
- Excessive Speed
- Family Feud
- Ford Racing 3
- Ford vs. Chevy (2005)
- Global Star Sudoku Fever
- Hidden and Dangerous Deluxe
- Hidden and Dangerous 2: Sabre Squadron
- Hummer Badlands
- Jetfighter
- John Deere: American Farmer
- Kids Next Door: Operation S.O.D.A.
- Kohan II: Kings of War
- Luxury Liner Tycoon
- Mall Tycoon 3
- Mall Tycoon 2
- Nicktoons MLB
- Nicktoons NFL
- Nicktoons Pro Evolution Soccer
- Nicktoons NHL
- Oil Tycoon
- Cinema Tycoon 3: Next Adventure
- Omar Sharif Bridge II
- Outlaw Golf (2004)
- Outlaw Golf 2
- Outlaw Tennis
- Robotech: Invasion (2004)
- Scaler (en) (2004)
- Serious Sam: Next Encounter
- Splat Magazine Renegade Paintball
- Spy vs. Spy (2005)
- UFC: Sudden Impact
- Virtual Pool 3